# 巴尔乔拉
巴尔乔拉（Barjora），是印度西孟加拉邦Bankura县的一个城镇。总人口11509（2001年）。

## 人口
该地2001年总人口11509人，其中男性5981人，女性5528人；0—6岁人口1091人，其中男572人，女519人；识字率72.59%，其中男性为79.60%，女性为65.00%。